# Yasuyuki Konno
Yasuyuki Konno (今野 泰幸 Konno Yasuyuki?, n. 25 ianuarie 1983 în Sendai) este un fotbalist japonez care joacă pentru clubul Gamba Osaka din J. League.

## Titluri

### Japonia
- Cupa Asiei AFC (1): 2011

### Club
F.C. Tokyo
- J. League Division 2 (1): 2011
- Cupa Împăratului (1): 2011
- Cupa J. League (2): 2004, 2009
- Suruga Bank Championship (1): 2010

## Legături externe
- Yasuyuki Konno pe site-ul National-Football-Teams.com